# 정상남
정상남(丁祥楠, 1975년 9월 7일 ~ )은 전 축구 선수이자 현 축구 감독이며 아버지가 정병탁 또한 축구인이다.

## 선수 경력
포항 스틸러스와 수원 삼성 블루윙즈에서 활약하였으며 1996년 하계 올림픽 축구 종목에 출전하였고 1999년 5월 12일 대한화재컵 부산전에서 그 해 100호 골(본인의 99년 대한화재컵 3번째 골)의 주인공이 됐다.

## 클럽 경력
2013년부터 2015년까지 FC 서울의 U-15팀인 오산중학교 축구부의 감독을 역임하였으며 지도력을 인정받아 2016년부터 최용수 감독을 보좌해 FC 서울 1군 코치진에 합류하였다. 2017년부터는 FC 서울 U-18팀에 감독을 역임하였다.